# Diadegma valesiator
Diadegma valesiator är en stekelart som beskrevs av Aubert 1970. Diadegma valesiator ingår i släktet Diadegma och familjen brokparasitsteklar. Inga underarter finns listade i Catalogue of Life.